# سامي الحناوي
محمد سامي الحناوي (1898- 1950 م)، عسكري وسياسي سوري، قائد الانقلاب العسكري الثاني في سورية على الرئيس حسني الزعيم يوم 13 أغسطس 1949. 

## سيرته
ولد محمد سامي حلمي الحناوي في مدينة حلب / سوريا وتخرج من مدرسة دار المعلمين بدمشق سنة 1916 ودخل المدرسة العسكرية في إسطنبول فأقام فيها سنة. خاض معارك قفقاسيا وفلسطين في الحرب العالمية الأولى، ثم دخل المدرسة الحربية بدمشق سنة 1918 م وتخرج بعد عام برتبة ملازم ثان، وألحق بالدرك الثابت في سنجق لواء الإسكندرونة السوري، وكان من قوات الجيش السوري في معركة فلسطين سنة 1948 م حيث رقي إلى رتبة عقيد.

## الانقلاب

أسعد طلس سياسي ودبلوماسي اشترك في الانقلاب الثاني مع سامي الحناوي

اشترك الحناوي مع أسعد طلس ومجموعة من رفاقه بالانقلاب الثاني في تاريخ سورية الحديث، فاعتقلوا حسني الزعيم ورئيس وزرائه محسن البرازي، وأعدموهما بعد محاكمة عسكرية سريعة يوم 14 أغسطس (آب) 1949. وتقلد الحناوي منصب رئيس الدولة السورية وظل منصب الرئاسة بيد الحناوي لمدة يومين ثم سلم الحكم رسمياً إلى هاشم الأتاسي. حيث أُجريت انتخابات حرة في عهد سامي الحناوي الذي لم يكُن يريد البقاء في سدّة الحكم وتمّ وضع دستورٍ مؤقت للبلاد، لكن مسيرة العودة إلى النظام الدستوري تعرضت لانتكاسة مبكرة فجر يوم 19 ديسمبر (كانون الأول) 1949، عندما وقع انقلاب عسكري بقيادة أديب الشيشكلي الذي قضى بدوره على حكم سامي الحناوي.

## الاعتقال

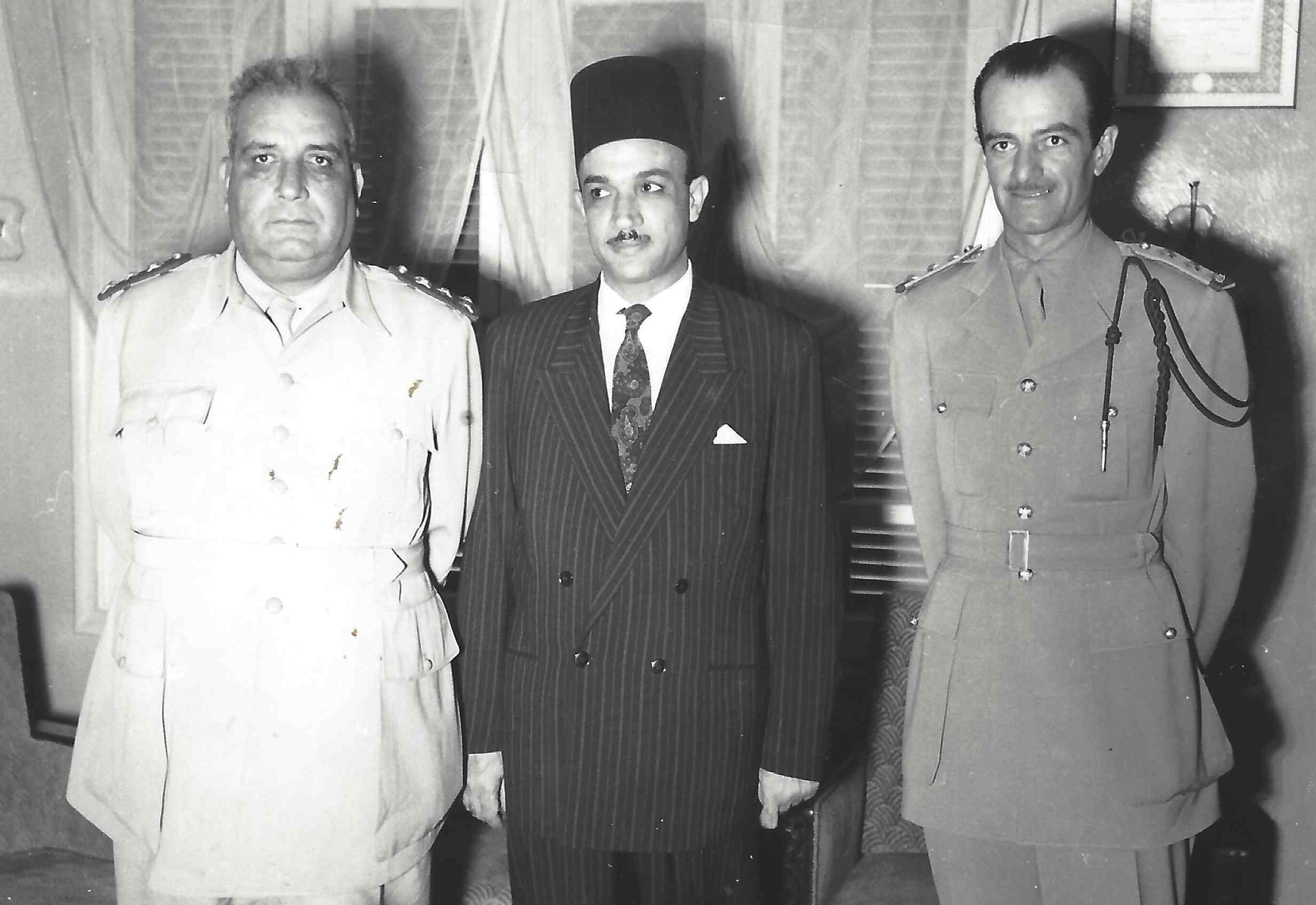
محمد أسعد طلس في الوسط وعن يمينهِ سامي الحناوي وعن يسارهِ خالد جادا مرافق الحناوي في منتصف عقد الأربعينيات

بتاريخ 16 كانون الأول/ 1949 وجه اللواء سامي الحناوي دعوة إلى خمسة من كبار الضباط للاجتماع به لمناقشة موضوع الاتحاد السوري ـ العراقي، أحس هؤلاء بأن حضورهم يعني وضعهم تحت سلطة قائد الجيش ليفرض عليهم ما يشاء، فاتخذوا التدابير اللازمة لاعتقاله، وبالفعل اعتقل الحناوي ومجموعة من الضباط الآخرين من أنصاره، وهرب محمد أسعد طلس إلى لبنان، ولم يستطيعوا اعتقاله، وكان هذا الانقلاب الثالث بقيادة أديب الشيشكلي.

## السجن
سُجن الحناوي لمدة ثم أُطلق سراحه، إذ بعد إقرار الدستور السوري الجديد في الخامس من ايلول/ سبتمبر 1950 واستجابةً للضغوط الشعبية والإقليمية المتصاعدة أطلق أديب الشيشكلي سراح سامي الحناوي ورجاله، وفي التاسع من الشهر نفسه غادر الحناوي للمرة الأخيرة موطنه سوريا بسرّية تامة إلى لبنان، ولذلك غادر صاحبه أسعد طلس بغداد إلى بيروت على عجل في 19 أيلول/ سبتمبر 1950 للقاء شريكه الحناوي، وفي الثالث والعشرين من الشهر نفسه التقى أسعد طلس بالحناوي للمرة الأولى منذ وقوع انقلاب الشيشكلي. ثم تكررت اللقاءات في بيروت، ودوّن أسعد طلس في أوراقه الشخصية بعض ما دار في هذه اللقاءات المطولة، وكان منها أن الحناوي أسرّ لأسعد طلس في لقاء جرى بينهما في 3 تشرين الأول/ أكتوبر أنه يحسّ بدنوّ أجَله وأنّ هناك مَن سيتمكن من اغتيالهِ.
ولقد تحققت نبوءة الحناوي في 30 تشرين الأول/ أكتوبر 1950 عندما اغتيل في أحد شوارع بيروت وهو يهمّ بركوب حافلةٍ عامة في وضح النهار. وكانت ابنة أسعد طلس ذات السنوات السبع ميادة تمسك بيده عندما أطلق حرشو البرازي النار عليه مُحملاً إياه مسؤولية مقتل حسني الزعيم قائد الانقلاب الأول ورئيس وزرائه محسن البرازي صبيحة الانقلاب على حكمهما قبل ذلك بأشهر قليلة. فسقط الحناوي قتيلاً بقرار متسرّع لشابٍ مندفع من أسرة البرازي التي كانت تريد الثأر لمقتل أحد أبنائها. ونُقلت جثة سامي الحناوي لاحقاً إلى سوريا لتشيّعَه في مدينته حلب بجنازة مهيبة يوم 2 تشرين الثاني/ نوفمبر ودفن في مقبرة هنانو.
| المناصب السياسية | المناصب السياسية        | المناصب السياسية  |
| ---------------- | ----------------------- | ----------------- |
| سبقه حسني الزعيم | رؤساء السوريين 00م - .. | تبعه هاشم الأتاسي |